# Burg Morenhoven
Burg Morenhoven ist eine Wasserburg am südlichen Rand von Morenhoven, einem Ortsteil von Swisttal im nordrhein-westfälischen Rhein-Sieg-Kreis. Sie verkörpert den Typ der zweiteiligen Burganlage. Bestehend aus einer Vorburg und der Hauptburg, ist sie umgeben von breiten Weihern, die vom Mühlenbach, einem Zufluss der Swist, gespeist werden. Während das Herrenhaus immer noch auf einer Insel steht, sind Teile des Grabensystems im Bereich der ehemals landwirtschaftlich genutzten Vorburg zugeschüttet.

## Geschichte
Die Baugeschichte der Burg ist noch nicht vollständig erforscht. Manche Quellen sprechen von einer „wehrhaften Hofanlage“ aus dem 9. Jahrhundert, aus der die Burg hervorgegangen sein soll, andere datieren ihren Ursprung auf das 12. Jahrhundert. Im späten 15. Jahrhundert wurde der Torturm errichtet. Im Dreißigjährigen Krieg wurde die Burg durch hessische Soldaten zerstört, ab 1682 entstand an gleicher Stelle der noch heute erhaltene Neubau. Diese ursprünglich dreiflügelige Hauptburg wurde 1827 durch einen eingeschossigen Galerieflügel zu einer vierflügeligen Anlage erweitert. Der Torturm wurde in der zweiten Hälfte des 18. Jahrhunderts umgebaut. Das aus verputzten Backsteinen bestehende Herrenhaus ist in denkmalgeschütztem „Maria-Theresia-Gelb“ gehalten, die aus dem 19. Jahrhundert stammenden Wirtschaftsgebäude sind unverputzt. Die barocke Gartenanlage wurde im 18. Jahrhundert angelegt.
Die Burg war der Stammsitz der 1229 mit Wilhelm (Wilhelm de Morinhovin) erstmals urkundlich genannten Herren von Morenhoven. 1299 kam die Burg als Schenkung an die Kölner Erzbischöfe. 1345 belehnte der Kölner Erzbischof Walram von Jülich den Ritter Heinrich von Itter mit der Burg. Als weitere Lehnsherren werden Scherffgin (Kölner Stadtadel) und Beissel von Gymnich genannt. 1503 veräußerte Wilhelm Beissel von Gymnich den Rittersitz an Johann Schall von Bell, etwa 1584.
Bis 1806 blieb die Wasserburg in Familienbesitz der Schall von Bell. In jenem Jahr erwarb Joseph Jordans, der Maire und spätere Bürgermeister der Mairie bzw. Bürgermeisterei Ollheim, Burg Morenhoven. Seine nobilitierten Nachfahren, der Sohn, oder wie sein Enkel Friedrich (Fritz) von Jordans (1852–1903), bewirtschaften den Gutsbesitz, waren auch im Pferdesport und der Vollblutzucht aktiv, oder vertraten die Interessen der Familie und des II. Standes im Rheinischen Provinzial-Landtag in Düsseldorf. Generationen danach, in den 1980er Jahren, tat dies der Land- und Forstwirt Leo von Jordans (1932–1986) mit seiner Frau Helma, geb. Lonnes. Heutiger Eigentümer der Burg ist deren ältester Sohn Franz von Jordans. Zu seiner direkten Verwandtschaft gehören Carl von Jordans und Adolf von Jordans.

## Heutige Nutzung
Die in Privatbesitz befindliche Anlage wird gelegentlich für kulturelle Veranstaltungen (Klavierkonzerte, Kabarett etc.) und private Festlichkeiten genutzt.